# Перед самим собою
«Перед самим собою» — радянський двосерійний телефільм 1985 року, знятий режисером Вадимом Зобіним на Творчому об'єднанні «Екран».

## Сюжет
За мотивами повісті П. Проскуріна «Чорні птахи». Пам'ять про молодого багатообіцяючого композитора Гліба Шубникова допомогла його вдові та його другові Сані знайти своє місце в житті.

## У ролях
- Людмила Максакова — Тамара Інокентіївна Шубнікова, вчителька музики, вдова композитора Гліба Шубникова
- Олег Борисов — Олександр Євгенович Воробйов, композитор
- Леонід Д'ячков — Василь Степанович Полоніцин, чиновник Спілки композиторів
- Віктор Сергачов — Дмитро Миколайович Горський, композитор
- Олександр Феклістов — Гліб Шубников, чоловік Тамари
- Ірина Резнікова — друга дружина Воробйова
- Юрій Дуванов — Ігор Нікітін, сторож дачі по сусідству з дачею Воробйова, студент-дипломник, літературознавець
- Георгій Куликов — професор Михайло Фадійович Ігнатьєв, вчитель композитора Гліба Шубникова
- Поліна Медведєва — Фанні, балерина, дружина Дмитра Горського
- Павло Бєлозьоров — Міша, син композитора Дмитра Горського, хореограф
- Володимир Привалов — приятель Воробйова, музичний критик
- Картлос Марадішвілі — приятель Воробйова, композитор (роль озвучив Карапетян Артем Якович|А. Карапетян)
- Ю. Седенкова — епізод

## Знімальна група
- Режисер — Вадим Зобін
- Сценарист — Петро Проскурін
- Оператор — Володимир Трофімов
- Композитор — Роман Леденьов
- Художник — Юрій Углов